# 46-й танковий корпус (Третій Рейх)
46-й та́нковий ко́рпус (нім. XXXXVI. Panzerkorps) — танковий корпус Вермахту в роки Другої світової війни.

## Історія
XXXXVI-й танковий корпус був сформований 14 червня 1942 року шляхом перейменування 46-го моторизованого корпусу.

## Командування

### Командири
- генерал від інфантерії Ганс Цорн (нім. Hans Zorn) (14 червня — 20 листопада 1942);
- генерал-лейтенант Ганс-Карл фон Езебек (нім. Hans-Karl von Esebeck) (20 листопада 1942 — 20 червня 1943);
- генерал від інфантерії Ганс Цорн (нім. Hans Zorn) (20 червня — 2 серпня 1943);
- генерал-лейтенант, з 1 жовтня 1943 генерал від інфантерії Ганс Гольник (нім. Hans Gollnick) (5 серпня 1943 — 21 березня 1944);
- генерал від інфантерії Фрідріх Шульц (нім. Friedrich Schulz) (22 березня — 3 липня 1944);
- генерал-лейтенант Фріц Беккер (нім. Fritz Becker) (3 — 23 липня 1944), ТВО;
- генерал-лейтенант Сміло фон Лютвіц (нім. Smilo Freiherr von Lüttwitz) (24 липня — 28 серпня 1944);
- генерал-лейтенант Максиміліан Фельцманн (нім. Maximilian Felzmann) (29 серпня — 20 вересня 1944);
- генерал-лейтенант, з 1 грудня 1944 генерал танкових військ Вальтер Фріз (нім. Walter Fries) (21 вересня 1944 — 19 січня 1945);
- генерал від інфантерії Мартін Гарайс (нім. Martin Gareis) (19 січня — 8 травня 1945).

## Бойовий склад 46-го танкового корпусу
Формування управління, забезпечення та підтримки
- 101-ше артилерійське командування (Arko 101);
- 446-й корпусний батальйон зв'язку (Korps-Nachrichten-Abteilung 446);
- 446-те управління корпусного постачання (Korps-Nachschubtruppen 446);
- 446-й батальйон «Ост» (Ost Bataillon 446);
- 446-й корпусний кулеметний батальйон (Korps MG Bataillon 446);
- 446-й моторизований загін фельджандармерії (Feldgendarmerie Trupp (mot.) 446);
- 446-й моторизований топографічний відділ корпусу (Korps Kartenstelle (mot.) 446).

- 20-та танкова дивізія (20. Panzer-Division);
- 86-та піхотна дивізія (86. Infanterie-Division);
- 87-ма піхотна дивізія (87. Infanterie-Division);
- 328-ма піхотна дивізія (328. Infanterie-Division).

- 5-та танкова дивізія (5. Panzer-Division);
- 87-ма піхотна дивізія;
- 328-ма піхотна дивізія.

- 1-ша танкова дивізія (1. Panzer-Division);
- 2-га танкова дивізія (2. Panzer-Division);
- 36-та моторизована дивізія (36. Infanterie-Division (mot);
- 342-га піхотна дивізія (342. Infanterie-Division).

- 2-га танкова дивізія;
- 36-та моторизована дивізія;
- 78-ма піхотна дивізія (78. Infanterie-Division);
- 342-га піхотна дивізія.

- 2-га танкова дивізія;
- 36-та моторизована дивізія;
- 342-га піхотна дивізія.

- 5-та танкова дивізія;
- 36-та моторизована дивізія;
- 342-га піхотна дивізія.

- 12-та танкова дивізія (12. Panzer-Division);
- 20-та танкова дивізія;
- 78-ма штурмова дивізія (78. Sturm-Division);
- 258-ма піхотна дивізія (258. Infanterie-Division).

- 7-ма піхотна дивізія (7. Infanterie-Division);
- 31-ша піхотна дивізія (31. Infanterie-Division);
- 102-га піхотна дивізія (102. Infanterie-Division);
- 258-ма піхотна дивізія (258. Infanterie-Division);
- Група фон Мантойфеля (Gruppe von Manteuffel).

- 7-ма піхотна дивізія;
- 31-ша піхотна дивізія;
- 102-га піхотна дивізія;
- 258-ма піхотна дивізія;
- Група фон Мантойфеля;
- 505-й важкий танковий батальйон (schwere Panzer-Abteilung 505)

- 129-та піхотна дивізія (129. Infanterie-Division);
- 253-тя піхотна дивізія (253. Infanterie-Division);
- 299-та піхотна дивізія (299. Infanterie-Division);
- 383-тя піхотна дивізія (383. Infanterie-Division);

- 16-та танкова дивізія (16. Panzer-Division);
- 134-та піхотна дивізія (134. Infanterie-Division);
- 253-тя піхотна дивізія;
- 1-ша бригада СС (1. SS-Brigade);
- Кавалерійський полк «Центр» (Kavallerie-Regiment Mitte).

- 1-ша піхотна дивізія (1. Infanterie-Division);
- 254-та піхотна дивізія (254. Infanterie-Division);
- 101-ша єгерська дивізія (101. Jäger-Division);
- 18-та артилерійська дивізія (18. Artillerie-Division).

- 1-ша піхотна дивізія;
- 168-ма піхотна дивізія (168. Infanterie-Division);
- 367-ма піхотна дивізія (367. Infanterie-Division).

- Корпусна група «E» (Korps-Abteilung E);
- 19-та танкова дивізія (19. Panzer-Division);
- 17-та піхотна дивізія (17. Infanterie-Division);
- 6-та гренадерська дивізія (6. Grenadier-Division);
- 45-та гренадерська дивізія (45. Grenadier-Division);
- Парашутно-танкова дивізія «Герман Герінг» (Fallschirm-Panzer-Division "Hermann Göring").

- 337-ма фольксгренадерська дивізія (337. Volks-Grenadier-Division);
- 73-тя піхотна дивізія (73. Infanterie-Division);
- Комендатура фортеці «Варшава» (Festungs-Kommandant Warschau).

- Фортечна дивізія «Варшава» (Festungs-Division Warschau).

- 4-та танкова дивізія (4. Panzer-Division);
- 227-ма піхотна дивізія (227. Infanterie-Division);
- 389-та піхотна дивізія (389. Infanterie-Division).

- 1-ша дивізія морської піхоти (1. Marine-Infanterie-Division);
- 281-ша піхотна дивізія (281. Infanterie-Division);
- 27-ма добровольча гренадерська дивізія СС «Лангемарк» (1-ша фламандська) (27. SS-Freiwilligen-Grenadier-Division "Langemark" (flämische Nr.1);
- 28-ма волонтерська гренадерська дивізія СС «Валлонія» (28. SS-Freiwilligen-Grenadier-Division "Wallonien" (wallon Nr.1);
- 33-тя гренадерська дивізія СС «Шарлеман» (1-ша французька) (33. Waffen-Grenadier-Division der SS "Charlemagne" (franzose Nr.1).

- 7-ма танкова дивізія (7. Panzer-Division);
- 1-ша дивізія морської піхоти;
- 281-ша піхотна дивізія;
- 11-та добровольча танково-гренадерська дивізія СС «Нордланд» (11. SS-Freiwilligen-Panzergrenadier-Division "Nordland");
- 25-та панцергренадерська дивізія (25. Panzergrenadier-Division);
- 610-та дивізія особливого призначення (Division z.b.V. 610);
- Піхотна дивізія «Шлагетер» (Infanterie-Division "Schlageter");
- Бойова група Вельман (KG Wellmann).